# Lobocleta unigravis
Lobocleta unigravis là một loài bướm đêm trong họ Geometridae.